# Callipo Sport 2016-2017
Questa voce raccoglie le informazioni riguardanti la Callipo Sport nelle competizioni ufficiali della stagione 2016-2017.

## Stagione
La stagione 2016-17 è per la Callipo Sport, sponsorizzata dalla Tonno Callipo e dalla regione Calabria, la decima in Serie A1: per decisione della Lega Pallavolo Serie A2, la squadra viene ripescata nella massima divisione dalla Serie A2. Come allenatore viene scelto Waldo Kantor, mentre la rosa è quasi del tutto modificata, con le poche conferme di Peter Michalovič, Ernesto Torchia, Francesco Corrado, Graziano Maccarone e Davide Marra: tra i nuovi acquisti quelli di Thiago Alves, Rocco Barone, Filip Rejlek, Manuel Coscione, Carlos Barreto, Baptiste Geiler, Deivid Costa ed Enrico Diamantini e tra le cessioni quelle di Cristian Casoli, Allan de Araújo, Luca Presta, Filippo Vedovotto, Antonio De Paola e Marcello Forni.
Il campionato si apre con tre sconfitta consecutive: la prima vittoria arriva alla quarta giornata, per 3-2, in casa del Powervolley Milano; seguono quindi prima tre gare perse e poi tre gare vinte, fino a concludere il girone di andata con due sconfitte intercalate dal successo sul Gruppo Sportivo Porto Robur Costa e l'ottavo posto in classifica, utile per qualificarsi alla Coppa Italia. Il girone di ritorno comincia con l'affermazione sulla Trentino Volley e dopo l'insuccesso contro il Volley Milano, seguono altre due vittorie: nelle successive sette partite il club di Vibo Valentia riesce ad aggiudicarsi solamente l'incontro della ventunesima giornata, contro la Pallavolo Padova, per poi concludere la regular season con due gare vinte e la conferma dell'ottavo posto in classifica. Nei quarti di finale dei play-off scudetto viene sconfitta in due gare, entrambe per 3-0, dall'Associazione Sportiva Volley Lube, accedendo così ai play-off per il quinto posto: tuttavia anche in questo caso è eliminata ai quarti di finale a seguito delle tre gare perse contro il Gruppo sportivo Porto Robur Costa.
Grazie all'ottavo posto al termine del girone di andata della Serie A1 2016-17 la Callipo Sport partecipa alla Coppa Italia: dopo aver superato gli ottavi di finale battendo per 3-1 la Pallavolo Padova, esce dalla competizione nei quarti di finale, dopo la sconfitta per 3-0 inflittale dall'Associazione Sportiva Volley Lube.

## Organigramma societario
Area direttiva
- Presidente: Filippo Callipo
- Vicepresidente: Giacinto Callipo
- Supervisore generale: Michele Ferraro
- Responsabile segreteria: Carmen Maduli

Area organizzativa
- Team manager: Giuseppe Defina
- Direttore sportivo: Francesco Prestinenzi
- Addetto agli arbitri: Daniele Viviona
- Assistente spirituale: Enzo Varone
- Manager del palasport: Franco Nesci, Rosario Pardea

Area tecnica
- Allenatore: Waldo Kantor
- Allenatore in seconda: Antonio Valentini
- Responsabile settore giovanile: Michele Ferraro
- Segretario settore giovanile: Dario Palmieri

Area comunicazione
- Addetto stampa: Francesco Latino Iannello
- Speaker: Rino Putrino
- Fotografo: Franco Pirito

Area marketing
- Responsabile marketing: Cinzia Ieracitano

Area sanitaria
- Responsabile staff medico: Antonio Ammendolia
- Preparatore atletico: Pasquale Piraino
- Fisioterapista: Michele Cespites, Filippo Fuduli
- Osteopata: Angelo Pellicori
- Dietologo: Vincenzo Capilupi

## Rosa
| N° | Nome               | Ruolo | Data di nascita  | Nazionalità sportiva |
| -- | ------------------ | ----- | ---------------- | -------------------- |
| 1  | Deivid Costa       | C     | 26 aprile 1988   | Brasile              |
| 2  | Manuel Coscione    | P     | 29 gennaio 1980  | Italia               |
| 3  | Davide Marra       | L     | 12 marzo 1984    | Italia               |
| 4  | Baptiste Geiler    | S     | 12 marzo 1987    | Francia              |
| 5  | Ugo Buzzelli       | P     | 7 maggio 1994    | Italia               |
| 5  | Marco Izzo         | P     | 17 novembre 1994 | Italia               |
| 6  | Ernesto Torchia    | L     | 30 luglio 1998   | Italia               |
| 7  | Peter Michalovič   | S/O   | 26 maggio 1990   | Slovacchia           |
| 8  | Carlos Barreto     | S     | 8 agosto 1994    | Brasile              |
| 9  | Rocco Barone       | C     | 14 dicembre 1987 | Italia               |
| 10 | Thiago Alves       | S     | 26 luglio 1986   | Brasile              |
| 11 | Graziano Maccarone | C     | 26 agosto 1996   | Italia               |
| 12 | Enrico Diamantini  | C     | 4 aprile 1993    | Italia               |
| 13 | Francesco Corrado  | S/O   | 10 maggio 1997   | Italia               |
| 18 | Filip Rejlek       | S/O   | 2 maggio 1981    | Rep. Ceca            |

## Mercato
| Acquisti | Acquisti          | Acquisti          | Acquisti   |
| R.       | Nome              | da                | Modalità   |
| -------- | ----------------- | ----------------- | ---------- |
| S        | Thiago Alves      | Sesi              | definitivo |
| C        | Rocco Barone      | Molfetta          | definitivo |
| S        | Carlos Barreto    | Montes Claros     | definitivo |
| P        | Ugo Buzzelli      | Mitteldeutschland | definitivo |
| P        | Manuel Coscione   | Piacenza          | definitivo |
| C        | Deivid Costa      | Funvic            | definitivo |
| C        | Enrico Diamantini | Padova            | definitivo |
| S        | Baptiste Geiler   | Friedrichshafen   | definitivo |
| P        | Marco Izzo        | Materdomini       | definitivo |
| S/O      | Filip Rejlek      | Al Shabab         | definitivo |

| Cessioni | Cessioni             | Cessioni    | Cessioni   |
| R.       | Nome                 | a           | Modalità   |
| -------- | -------------------- | ----------- | ---------- |
| P        | Ugo Buzzelli         | Materdomini | definitivo |
| S        | Cristian Casoli      | Materdomini | definitivo |
| S        | Allan de Araújo      | Pafiakos    | definitivo |
| S        | Antonio De Paola     | Aversa      | definitivo |
| C        | Marcello Forni       | Milano      | definitivo |
| S        | Stanislav Korniienko | ?           | definitivo |
| P        | Riccardo Pinelli     | Tuscania    | definitivo |
| C        | Luca Presta          | New Mater   | definitivo |
| L        | Simone Sardanelli    | Offida      | definitivo |
| S        | Filippo Vedovotto    | Emma Villas | definitivo |

## Risultati

### Serie A1

#### Girone di andata
| 1ª giornata - 2 ottobre 2016 PalaTrento, Trento             | Trentino           | 3 - 0 | Callipo            | 26-24, 25-21, 25-22               |
| 2ª giornata - 9 ottobre 2016 PalaValentia, Vibo Valentia    | Callipo            | 0 - 3 | Milano             | 20-25, 19-25, 22-25               |
| 3ª giornata - 16 ottobre 2016 PalaValentia, Vibo Valentia   | Callipo            | 1 - 3 | Molfetta           | 27-29, 17-25, 25-19, 25-27        |
| 4ª giornata - 19 ottobre 2016 PalaYamamay, Busto Arsizio    | Powervolley Milano | 2 - 3 | Callipo            | 25-18, 23-25, 23-25, 26-24, 11-15 |
| 5ª giornata - 23 ottobre 2016 PalaValentia, Vibo Valentia   | Callipo            | 2 - 3 | Sir Safety Perugia | 25-21, 13-25, 26-24, 19-25, 9-15  |
| 6ª giornata - 28 ottobre 2016 PalaPanini, Modena            | Modena             | 3 - 0 | Callipo            | 25-22, 25-21, 25-18               |
| 7ª giornata - 1º novembre 2016 PalaValentia, Vibo Valentia  | Callipo            | 0 - 3 | Lube               | 19-25, 20-25, 20-25               |
| 8ª giornata - 6 novembre 2016 PalaSanLazzaro, Padova        | Padova             | 1 - 3 | Callipo            | 16-25, 20-25, 25-22, 25-27        |
| 9ª giornata - 9 novembre 2016 PalaValentia, Vibo Valentia   | Callipo            | 3 - 1 | Piacenza           | 25-23, 25-22, 23-25, 26-24        |
| 10ª giornata - 13 novembre 2016 PalaOlimpia, Verona         | BluVolley Verona   | 2 - 3 | Callipo            | 23-25, 25-23, 23-25, 25-19, 12-15 |
| 11ª giornata - 20 novembre 2016 PalaValentia, Vibo Valentia | Callipo            | 2 - 3 | Argos              | 23-25, 22-25, 25-22, 25-19, 11-15 |
| 12ª giornata - 27 novembre 2016 PalaValentia, Vibo Valentia | Callipo            | 3 - 1 | Porto Robur Costa  | 25-22, 28-26, 20-25, 28-26        |
| 13ª giornata - 4 dicembre 2016 PalaBianchini, Latina        | Top Volley Latina  | 3 - 2 | Callipo            | 25-21, 21-25, 22-25, 25-22, 18-16 |

#### Girone di ritorno
| 14ª giornata - 11 dicembre 2016 PalaValentia, Vibo Valentia      | Callipo            | 3 - 2 | Trentino           | 17-25, 23-25, 25-22, 25-17, 15-7  |
| 15ª giornata - 18 dicembre 2016 Palazzetto dello Sport, Monza    | Milano             | 3 - 1 | Callipo            | 15-25, 25-17, 25-21, 25-11        |
| 16ª giornata - 26 dicembre 2016 PalaPoli, Molfetta               | Molfetta           | 0 - 3 | Callipo            | 24-26, 26-28, 23-25               |
| 17ª giornata - 29 dicembre 2016 PalaValentia, Vibo Valentia      | Callipo            | 3 - 0 | Powervolley Milano | 25-23, 25-19, 25-22               |
| 18ª giornata - 8 gennaio 2017 PalaEvangelisti, Perugia           | Sir Safety Perugia | 3 - 1 | Callipo            | 31-29, 22-25, 25-19, 25-15        |
| 19ª giornata - 15 gennaio 2017 PalaValentia, Vibo Valentia       | Callipo            | 0 - 3 | Modena             | 21-25, 21-25, 23-25               |
| 20ª giornata - 22 gennaio 2017 PalaCivitanova, Civitanova Marche | Lube               | 3 - 1 | Callipo            | 25-15, 25-18, 23-25, 25-13        |
| 21ª giornata - 5 febbraio 2017 PalaValentia, Vibo Valentia       | Callipo            | 3 - 2 | Padova             | 19-25, 25-21, 22-25, 25-23, 21-19 |
| 22ª giornata - 9 febbraio 2017 PalaBanca, Piacenza               | Piacenza           | 3 - 1 | Callipo            | 25-20, 24-26, 25-22, 25-21        |
| 23ª giornata - 12 febbraio 2017 PalaValentia, Vibo Valentia      | Callipo            | 0 - 3 | BluVolley Verona   | 19-25, 21-25, 30-32               |
| 24ª giornata - 19 febbraio 2017 PalaPolsinelli, Sora             | Argos              | 3 - 1 | Callipo            | 25-22, 19-25, 32-30, 26-24        |
| 25ª giornata - 25 febbraio 207 PalaDeAndré, Ravenna              | Porto Robur Costa  | 1 - 3 | Callipo            | 24-26, 23-25, 25-12, 23-25        |
| 26ª giornata - 22 febbraio 2017 PalaValentia, Vibo Valentia      | Callipo            | 3 - 1 | Top Volley Latina  | 27-25, 29-27, 20-25, 25-23        |

#### Play-off scudetto
| Quarti di finale (gara 1) - 5 marzo 2017 PalaCivitanova, Civitanova Marche | Lube    | 3 - 0 | Callipo | 25-13, 25-15, 25-20 |
| Quarti di finale (gara 2) - 8 marzo 2017 PalaValentia, Vibo Valentia       | Callipo | 0 - 3 | Lube    | 16-25, 18-25, 18-25 |

#### Play-off 5º posto
| Quarti di finale (gara 1) - 26 marzo 2017 PalaValentia, Vibo Valentia | Callipo           | 1 - 3 | Porto Robur Costa | 26-28, 14-25, 25-21, 26-28 |
| Quarti di finale (gara 2) - 3 aprile 2017 PalaDeAndré, Ravenna        | Porto Robur Costa | 3 - 1 | Callipo           | 25-22, 23-25, 25-23, 25-18 |
| Quarti di finale (gara 3) - 9 aprile 2017 PalaValentia, Vibo Valentia | Callipo           | 1 - 3 | Porto Robur Costa | 22-25, 25-19, 22-25, 24-26 |

### Coppa Italia

#### Fase a eliminazione diretta
| Ottavi di finale - 14 dicembre 2016 PalaValentia, Vibo Valentia      | Callipo | 3 - 1 | Padova  | 25-14, 20-25, 25-16, 26-24 |
| Quarti di finale - 11 gennaio 2017 PalaCivitanova, Civitanova Marche | Lube    | 3 - 0 | Callipo | 27-17, 25-22, 25-22        |

## Statistiche

### Statistiche di squadra
| Competizione | Punti | In casa | In casa | In casa | In trasferta | In trasferta | In trasferta | Totale | Totale | Totale |
| Competizione | Punti | G       | V       | P       | G            | V            | P            | G      | V      | P      |
| ------------ | ----- | ------- | ------- | ------- | ------------ | ------------ | ------------ | ------ | ------ | ------ |
| Serie A1     | 26    | 16      | 6       | 10      | 15           | 5            | 10           | 31     | 11     | 20     |
| Coppa Italia | -     | 1       | 1       | 0       | 1            | 0            | 1            | 2      | 1      | 1      |
| Totale       | -     | 17      | 7       | 10      | 16           | 5            | 11           | 33     | 12     | 21     |

G = partite giocate; V = partite vinte; P = partite perse

### Statistiche dei giocatori
| Giocatore     | Serie A1 | Serie A1 | Serie A1 | Serie A1 | Serie A1 | Coppa Italia | Coppa Italia | Coppa Italia | Coppa Italia | Coppa Italia | Totale | Totale | Totale | Totale | Totale |
| Giocatore     | P        | PT       | AV       | MV       | BV       | P            | PT           | AV           | MV           | BV           | P      | PT     | AV     | MV     | BV     |
| ------------- | -------- | -------- | -------- | -------- | -------- | ------------ | ------------ | ------------ | ------------ | ------------ | ------ | ------ | ------ | ------ | ------ |
| T. Alves      | 28       | 76       | 69       | 6        | 1        | 2            | 16           | 13           | 1            | 2            | 30     | 92     | 82     | 7      | 3      |
| R. Barone     | 31       | 172      | 115      | 45       | 12       | 2            | 8            | 5            | 3            | 0            | 33     | 180    | 120    | 48     | 12     |
| C. Barreto    | 27       | 336      | 278      | 21       | 37       | 1            | 8            | 7            | 1            | 0            | 28     | 344    | 285    | 22     | 37     |
| U. Buzzelli   | 0        | 0        | 0        | 0        | 0        | -            | -            | -            | -            | -            | 0      | 0      | 0      | 0      | 0      |
| F. Corrado    | 5        | 6        | 6        | 0        | 0        | 0            | 0            | 0            | 0            | 0            | 5      | 6      | 6      | 0      | 0      |
| M. Coscione   | 30       | 72       | 22       | 31       | 19       | 2            | 9            | 3            | 3            | 3            | 32     | 81     | 25     | 34     | 22     |
| D. Costa      | 29       | 208      | 147      | 51       | 10       | 2            | 23           | 15           | 8            | 0            | 31     | 231    | 162    | 59     | 10     |
| E. Diamantini | 31       | 126      | 79       | 35       | 12       | 2            | 3            | 1            | 2            | 0            | 33     | 129    | 80     | 37     | 12     |
| B. Geiler     | 29       | 272      | 206      | 25       | 41       | 2            | 21           | 18           | 1            | 2            | 31     | 293    | 224    | 26     | 43     |
| M. Izzo       | 14       | 4        | 1        | 2        | 1        | 2            | 0            | 0            | 0            | 0            | 16     | 4      | 1      | 2      | 1      |
| G. Maccarone  | 4        | 0        | 0        | 0        | 0        | 0            | 0            | 0            | 0            | 0            | 4      | 0      | 0      | 0      | 0      |
| D. Marra      | 31       | 0        | 0        | 0        | 0        | 2            | 0            | 0            | 0            | 0            | 33     | 0      | 0      | 0      | 0      |
| P. Michalovič | 28       | 327      | 285      | 27       | 15       | 2            | 24           | 21           | 2            | 1            | 30     | 351    | 306    | 29     | 16     |
| F. Rejlek     | 18       | 229      | 207      | 9        | 13       | 1            | 1            | 1            | 0            | 0            | 19     | 230    | 208    | 9      | 13     |
| E. Torchia    | 4        | 0        | 0        | 0        | 0        | 1            | 0            | 0            | 0            | 0            | 5      | 0      | 0      | 0      | 0      |

P = presenze; PT = punti totali; AV = attacchi vincenti; MV = muri vincenti; BV = battute vincenti